# АЭС Ома
АЭС Ома (яп. 大間原子力発電所) — строящаяся атомная электростанция в Японии.
Станция расположена на севере японского острова Хонсю близ одноимённого посёлка в префектуре Аомори недалеко от АЭС Хигасидори.
Первый и пока единственный реактор на АЭС Ома был заложен в 2010 году. Мощность реактора – 1 383 МВт, тип — улучшенный кипящий реактор ABWR.
Атомная электростанция Ома была интересна тем, что могла стать первой в мире, где было бы использовано MOX-топливо. Это ядерное топливо, которое содержит в себе смесь нескольких видов оксидов делящихся материалов, как правило, – оксиды плутония и природного урана. MOX-топливо получают путём переработки отработавшего ядерного топлива, что резко снижало бы его количество в атомной энергетике Японии и сокращало бы проблему с хранением ОЯТ, замыкая ядерно-топливный цикл. На ноябрь 2016 года MOX-топливо составляло всего 2% от общего объёма ядерного топлива, используемого в мире.

## Строительство
Планируемым годом запуска должен был стать 2014 год. Однако после аварии на АЭС Фукусима в марте 2011 года строительство атомной электростанции Ома было приостановлено на 18 месяцев и возобновлено только в октябре 2012 после получения на это согласия местных властей. На тот момент первый энергоблок был готов на треть. К марту 2013 года было полностью построено здание первого энергоблока. В декабре 2014 года начались работы по усовершенствованию условий безопасности станции с целью соответствия новым требованиям комитета по контролю за атомной энергетикой Японии. Новой планируемой датой запуска стал 2021 год.
В 2014 году власти города Хакодате подали иск к правительству Японии. Они требуют полного прекращения работ по возведению АЭС Ома, которая располагается на расстоянии 23 км от города. АЭС Ома должна стать первой в мире, где топливом для реактора станет смесь оксидов плутония и урана. Именно это и беспокоит мэра Тосики Кудо. Как он заявил, возможная авария на АЭС Ома приведет к несравнимо большему урону, чем аварии, случившиеся на АЭС Фукусима-1 и ЧАЭС.
В декабре 2014 года компания J-Power подала заявку на проверку безопасности на АЭС Ома, запуск которой намечен на 2021 год.
В сентябре 2016 года дата ввода в эксплуатацию была снова перенесена, на этот раз на конец 2023 или начало 2024 года.  В сентябре 2018 года запуск был перенесен на 2026 год, чтобы обеспечить расширенный контроль безопасности; на тот момент степень завершённости станции составляла примерно 38%. В сентябре 2022 года агентство Kyodo сообщило об очередном переносе запланированного запуска станции с 2028 года на более поздний срок по причине задержки в реализации дополнительных мер по обеспечению безопасности.

## Информация об энергоблоках
| Энергоблок | Тип реакторов | Мощность | Мощность | Начало строительства | Физпуск | Подключение к сети | Ввод в эксплуатацию | Закрытие |
| Энергоблок | Тип реакторов | Чистый   | Брутто   | Начало строительства | Физпуск | Подключение к сети | Ввод в эксплуатацию | Закрытие |
| ---------- | ------------- | -------- | -------- | -------------------- | ------- | ------------------ | ------------------- | -------- |
| Ома        | BWR, ABWR     | 1325 МВт | 1383 МВт | 07.05.2010           | —       | —                  | —                   | —        |